# 12085 Susanmoore
12085 Susanmoore este o planetă minoră (asteroid), cu un diametru de 2,495 km, din centura de asteroizi. A fost descoperită pe 18 aprilie 1998 la Magdalena Ridge Observatory⁠(d) de Lincoln Near-Earth Asteroid Research. 
Obiectul prezintă o orbită caracterizată de o semiaxă mare de 2,171428 UAi, o excentricitate de 0,06, o înclinație de 4,10209 ° în raport cu ecliptica.